# Anthology Highlights
Pour les articles homonymes, voir Anthology.
Albums de The Beatles
Tomorrow Never Knows
(2012)
Anthology Highlights est un album compilation en téléchargement des Beatles comprenant des chansons sélectionnées des trois albums Anthology.

## Historique
Cette collection de chansons plus ou moins achevées sont tirées des volumes 1 (pistes 1 à 9), 2 (pistes 10 à 14 et 23) et 3 (pistes 15 à 22) de la collection Beatles Anthology. Elle a été publiée exclusivement sur iTunes le 14 juin 2011 simultanément à la réédition en téléchargement de la collection originale remastérisée.

## Liste des chansons
1. Free as a Bird
2. One After 909
3. That Means a Lot
4. Leave My Kitten Alone
5. If You've Got Trouble
6. Can't Buy Me Love (prises 1 & 2)
7. Mr. Moonlight (prises 1 & 4)
8. Kansas City/Hey, Hey, Hey, Hey (prise 2)
9. Eight Days a Week (prise 5)
10. I'm Looking Through You (prise 1)
11. Yesterday (prise 1)
12. Tomorrow Never Knows (prise 1)
13. Strawberry Fields Forever (prise 1)
14. Across the Universe (prise 2)
15. Something (démo)
16. Not Guilty (prise 102)
17. Octopus's Garden (prises 2 & 8)
18. All Things Must Pass (démo)
19. Come And Get It (démo)
20. Good Night (répétition et prise 34)
21. While My Guitar Gently Weeps (démo)
22. The Long and Winding Road
23. Real Love